# Ekaterina Chipoulina
Pour les articles homonymes, voir Chipoulina.
Ekaterina Valentinovna Chipoulina (en russe : Екатерина Валентиновна Шипулина) est une danseuse russe née en 1979 à Perm, dans une famille de danseurs (ses parents sont tous deux solistes dans la compagnie du Ballet de Perm). Elle-même se trouve être danseuse étoile au Ballet du Bolchoï.
Elle étudie la danse dans sa ville natale jusqu'à l'âge de quinze ans, avant de rejoindre l'Académie d'État de chorégraphie de Moscou (MGAKh) qui forme les futurs danseurs du Théâtre Bolchoï. Elle y travaille sous la houlette de la ballerine soviétique Marina Kondratieva, qui lui permettra de remporter deux médailles d'argent en 2001, au Concours international de ballet du Luxembourg ainsi qu'au Concours international de ballet de Moscou.
Entrée dans le corps de ballet du Bolchoï en 2000, dès son diplôme obtenu, elle participe aussitôt à la création de ballets en tant que soliste (notamment dans le Hamlet russe de Boris Eifman et dans La Fille du pharaon remontée par Pierre Lacotte).
Elle se voit décerner le titre d'Artiste Emérite de Russie.
Ekaterina Chipoulina est nommée étoile du Ballet du Bolchoï le 4 décembre 2011, à l'issue d'une représentation du Clair Ruisseau.

## Répertoire
- Giselle : Myrtha, une amie de Giselle
- Le Petit Cheval bossu : le Cheval, une servante
- Don Quichotte : Kitri, Reine des Dryades, Dryade
- La Belle au bois dormant : Fée Lilas, Fée Or
- La Fille du pharaon : Fleuve Congo
- La Bayadère : Gamzatti, Ombre
- Le Lac des cygnes : Odette - Odile, Fiancée Polonaise, Grand Cygne
- Le Clair Ruisseau : Ballerine classique
- Raymonda : Henriette
- Chopiniana : Prélude, Septième Valse
- Notre-Dame de Paris : Esmeralda
- Spartacus : Aegina
- Le Songe d'une nuit d'été : Hermia
- Cendrillon : Cendrillon
- La Légende de l'amour : Mekhmene Banu
- Le Corsaire : Gulnare
- Flammes de Paris : Jeanne, Mireille de Poitiers
- La Esmeralda : Fleur-de-Lys
- Illusions perdues : Florine

## Filmographie
- La Fille du pharaon, avec Svetlana Zakharova, Sergueï Filine, Maria Alexandrova et les danseurs du Ballet du Bolchoï
- Don Quichotte, avec Natalia Ossipova, Ivan Vassiliev et les danseurs du Ballet du Bolchoï.